# Emblème du Kurdistan
L'emblème du Kurdistan d'Irak est l'un des symboles du gouvernement régional du Kurdistan irakien.

## Composition
L'emblème est composé d'une aigle, représentée schématiquement, avec une tête de couleur noire et d'un corps de couleur doré. Cette aigle repose sur une ceinture de couleur noire.
Dans la partie supérieure est représenté le soleil avec les couleurs du drapeau du Kurdistan.